# 小行星43999
小行星43999（43999 Gramigna）是一颗绕太阳运转的小行星，为主小行星带小行星。该小行星于1997年8月31日发现。
該小行星以義大利業餘天文學家保羅·格拉米尼亞（Paolo Gramigna）命名。

## 轨道参数
小行星43999的轨道半长轴为2.1402000 UA，离心率为0.061。